# Thrinchostoma wellmani
Thrinchostoma wellmani är en biart som beskrevs av Cockerell 1908. Thrinchostoma wellmani ingår i släktet Thrinchostoma och familjen vägbin. Inga underarter finns listade i Catalogue of Life.